# Getingallergi
Getingallergi är allergi mot getingar och förekommer hos ungefär 1 % av befolkningen i Sverige.

## Reaktioner
Reaktionerna kan vara av alla svårighetsgrader från enbart lokalreaktioner till anafylaktisk chock och dödsfall. Allvarliga reaktioner är vanligare hos vuxna än hos barn. Patienter som haft allvarliga reaktioner har högre risk att vid förnyat sting reagera på samma sätt.

## Diagnos
Anamnesen är det enda som kan avgöra reaktionens svårighetsgrad. Ofta kan patienten ange om det var bi eller geting som stack. Om gadden satt kvar efter sticket rör det sig om bi.
För den specifika allergidiagnostiken används pricktest och IgE-blodprovstest med bi- och getinggift.

## Behandling av akuta reaktioner
En anafylaktisk reaktion, ofta kallad allergisk chock eller allergichock, är en överkänslighetsreaktion som kan vara livshotande. En anafylaktisk chock orsakas av ett plötsligt frisläppande av substanser från cellerna ut i blodet och vävnaderna. De frisläppta substanserna, främst histamin, utvidgar blodkärlen och orsakar svullnad i mun och svalg. Blodtrycket faller på grund av att blodkärlen utvidgas och buksmärtor kan uppstå. Yrsel, svimning och chock kan följa och patienten förlorar medvetandet.

## Förebyggande åtgärder

### Hyposensibilisering
Hyposensibilisering (immunterapi) mot bi-/getinggift görs om patienten haft allvarliga reaktioner - framförallt om patienten haft andra symtom utöver urtikaria.